# Skedmaskar
Skedmaskar (Echiura) är en stam inom djuren, närbesläktad med ringmaskarna, ibland förs de som en klass under just ringmaskar. Stammen består av tre ordningar: Echiuroinea, Xenopneusta och Heteromyota. 
Totalt finns 140–160 arter beskrivna fördelade på fem familjer. Arterna har ett snabelliknande utskott på huvudet. Den största arten, Ikeda taenioides kan bli två meter lång. Men även andra arter av samma släkte och några arter av släktena Thalassema och Urechis blir nästan lika långa. Skedmaskarna varierar i färg från ofärgat genomskinlig till grön, röd och rosa, men de allra flesta är grå- eller brunaktiga.
De flesta skedmaskar lever nedgrävda i havsbotten, men vissa bor i korallrev eller skrevor i undervattensklippor. Stammens medlemmar hittas oftast nära kustlinjerna. Några arter besöker bräckt vatten och andra skedmaskar når ett djup av 10 000 meter. En art, Thalassema mellita, bosätter sig i skelettet av döda clypeasteroider. 
Skedmaskarna lever av plankton, detritus och alger som de fångar med ett slemlager de sätter upp där de bor.